# Oscarcito
Oscar Eduardo Hernández Villegas (Caracas, Venezuela; 26 de noviembre de 1981), más conocido anteriormente como Oscarcito y actualmente como Yakozuki, es un productor musical, cantante y compositor venezolano con gran éxito en Latinoamérica.

## Biografía

### Inicios
Nace en la ciudad capital de Venezuela, Caracas. Su carrera musical da inicio desde 1998, siendo fundador e integrante de la agrupación juvenil A Punto 5; la cual consiguió varios éxitos, estableciéndose en el récord report de Venezuela y América; logrando una nominación en los Grammy Latinos. En 2000, lanza durante su etapa en la agrupación su primer disco "Cómo Saber". 
En 2001, el pueblo del estado Zulia lo premia con sus compañeros de la agrupación; concediéndoles la orquídea de platino. En noviembre de 2002, ganan la Orquídea de Diamante en el Festival De La Orquídea; desde Maracaibo. Meses antes, estrenan en el grupo el segundo disco "Supervisor De Tus Sueños". En 2004, Oscarcito junto a su compañero Franco Bellomo o actualmente conocido como Franco LSQuadron; se alejan del canto y se hacen compositores y productores para la segunda generación de Calle Ciega, en ese tiempo. Escribieron el exitoso tema "Mi Cachorrita". En 2005, componen para Calle Ciega "Como Te Extraña Mi Cama", "El Vestido Rojo" y "Sígueme". Meses después, vuelve a la agrupación y tiempo más tarde; se separa del grupo musical A.5, junto a su compañero Franco Bellomo; para formar el dúo "Franco y Oscarcito". Junto a Bellomo, grabó "Sacude La Cola"; "Ni Castillo, Ni Diamantes" y en diciembre del 2006, lanzan su primer sencillo "Durito". El exitoso dúo llega a su fin, en el año 2010.
Después de ocho años de noviazgo, en febrero de 2010; se comprometió con la animadora Princess Geraldine Martel Gilly (1981). El 15 de septiembre de ese año, se casaron civilmente. El 18 de septiembre, celebraron la boda religiosa en la Capilla de Santa Ana (El Hatillo) y en agosto de 2016, confirmó que se habían separado.

### Carrera como solista
Ese mismo año el 18 de septiembre, "Oscarcito" contrae nupcias con su pareja Geraldine Martel en un evento masivo de la farándula venezolana. En el 2012 firma contrato con Sony/ATV Music Publishing, filial de Sony Music, también ese mismo año en el Festival Internacional de la Orquídea gana el máximo galardón y se convierte en la 4.ª persona en recibir la "Orquídea de Uranio" 
En el 2013 consigue obtener 5 Premios Pepsi Music Venezuela en las categorías de "Cantautor", "Artista Urbano", "Canción Salsa" con “Si Tú Me Besas” junto a Víctor Manuelle, "Canción Urbana" y "Video Urbano" con el tema “Me Gusta” a dúo con El Potro Álvarez.
Desde 2010 Oscarcito ha liberado diferentes sencillos musicales que han alcanzado fama internacional como "Tumbaye", "Tú Eres Perfecta" y "No Te Tengo A Ti", al mismo tiempo ha colaborado produciendo canciones para grandes artistas como Jennifer Lopez (El Anillo), Will Smith, Bad Bunny y Marc Anthony (Esta rico), Victor Manuelle (Si tu me besas), Thalia y Natti Natasha ("No me acuerdo"), entre otros.
El 30 de octubre de 2020 durante la Octava Edición de los Premios Pepsi Music Venezuela en un vídeo de su historia confirma el cambio de su nombre artístico a Yakozuki, luego en Instagram reafirma el cambio de nombre, borrando todos sus posts.
En el año 2022, vuelve a usar su nombre Oscarcito para el nuevo álbum de Ozuna titulado Ozutochi, para la canción Halloween, donde vuelve a juntarse con su compañero "Franco LSQuadron" como el dúo Franco & Oscarcito como en la década del 2000, según afirmó en una entrevista con Venevisión.
En 2023, estrena su videoclip «Polvo».

### Grupos musicales y solitario
| Año             | Agrupación         |
| --------------- | ------------------ |
| 1998-2006       | A.5                |
| 2007-2010, 2022 | Franco & Oscarcito |
| 2010-2020       | Oscarcito          |
| 2020 - Hoy      | Yakozuki           |